# Маковски, Лукас
Лукас Маковски (англ. Lucas Makowsky; 30 мая 1987, Реджайна) — канадский конькобежец украинского происхождения, Олимпийский чемпион в командной гонке. Серебряный и бронзовый призёр чемпионата мира. На коньках с шести лет. Говорит на французском, английском и украинском языках.